# 잭슨빌 리저드 킹스
| 잭슨빌 리저드 킹스 |                                                                        |
| 콘퍼런스           | 남부 콘퍼런스 (1997년~2000년)                                          |
| 디비전             | 사우스 디비전 (1995년~1997년) 사우스이스트 디비전 (1997년~2000년)      |
| 설립연도           | 1995년                                                                 |
| 해체연도           | 2000년                                                                 |
| 역사               | 루이빌 아이스호크스 (1990년~1994년) 잭슨빌 리저드 킹스 (1995년~2000년) |
| 경기장             | 잭슨빌 콜리시엄                                                        |
| 연고지             | 플로리다주 잭슨빌                                                      |
| 상징색             | 검정, 초록, 보라                                                       |
| 구단주             |                                                                        |
| 단장               |                                                                        |
| 감독               |                                                                        |
| NHL 제휴           |                                                                        |
| AHL 제휴           |                                                                        |
| 정규시즌 우승      |                                                                        |
| 콘퍼런스 우승      |                                                                        |
| 디비전 우승        |                                                                        |
| 켈리 컵            |                                                                        |
| 영구 결번          |                                                                        |

잭슨빌 리저드 킹스(Jacksonville Lizard Kings)는 미국 플로리다주 잭슨빌을 연고지로 하는 1995년부터 2000년까지 ECHL 소속되었던 아이스 하키팀이다.

## 역대 홈경기장
| 경기장             | 사용기간      | 수용인원 | 장소              | 비고 |
| ------------------ | ------------- | -------- | ----------------- | ---- |
| 잭슨빌 리저드 킹스 |               |          |                   |      |
| 잭슨빌 콜리시엄    | 1995년~2000년 | 10,276명 | 플로리다주 잭슨빌 | 빈칸 |